# Rorgone I del Maine
Rorgone, oppure Rorico in francese Rorgon I ou Rorico I (seconda metà dell'VIII secolo – 16 giugno 839), fu conte di Rennes, dall'819, conte di Le Mans dal 820 circa e primo conte del Maine della famiglia dei Rorgonidi.

## Origine
Figlio primogenito del conte di Le Mans, Goslino I, della famiglia dei Rorgonidi e di Adeltrude di cui non si conoscono gli ascendenti.

## Biografia
Rorgone visse alla corte dell'imperatore Carlo Magno e durante quel periodo intrattenne una relazione con Rotrude (ca. 775 - † 810), figlia di Carlo e di Ildegarda di Vintzgau, come ci conferma Eihnardo, nella Vita Karoli Imperatori.
Dopo la morte di Rotrude, ricordata da Eihnardo, negli Annales, Rorgone sposò Bilichilde, di cui non si conoscono gli ascendenti.
Dopo la morte di Carlomagno, il nuovo imperatore, Ludovico il Pio gli conferì la contea di Rennes nell'819.
Mentre, nell'820 circa, alla morte del padre, gli subentrò nel governo della contea di Le Mans e nell'832, ricevette da Ludovico il Pio, la contea del Maine, che governò per circa sette anni.
In questo periodo dovette lottare contro Guido († 834, morto in battaglia contro Lamberto, conte di Nantes), Rorgone, nelle cronache di quel periodo (tra cui l'Actus pontificum Cenomannis (atque comite ejusdem parrochiae Morigone)), viene indicato come conte del Maine.
Rorgone morì il 16 giugno dell'839 o dell'840 (gli elenchi necrologici dell'abbazia di Saint-Denis menziona il giorno ma non precisa l'anno).
La contea del Maine passò a suo fratello, Gosberto.

## Discendenza
Rorgone da Rotrude ebbe un figlio illegittimo:
- Luigi, (ca. 800 - † 867[7]), che fu compagno di studi di Lupo Servato e poi abate di Saint-Denis, come viene citato negli Annales Bertiniani, assieme al fratellastro, Goslino[8] e Cancelliere di Carlo il Calvo.

Mentre dalla moglie Bichilde, ne ebbe cinque:
- Rorgone († 866), conte del Maine
- Goffredo († 877), conte del Maine e marchese di Neustria
- Bilchilde, che sposò il Conte di Poitiers, Bernardo II[1](† 844), come riporta il canonico di Reims, Flodoardo[9]
- figlia di cui non si conosce il nome, che, nell'845, sposò il conte di Poitiers, Ranulfo I, come sostiene il monaco parigino Abbone[1], ma che secondo altri cronisti, potrebbe essere Bilchilde, che dopo essere rimasta vedova contrasse un secondo matrimonio.
- Goslino (834-† 886), citato in un documento, del 1º marzo 839, del padre Rorgone[1]. Fu abate a Saint-Germain[1]. Negli Annales Bertiniani, viene ricordato, assieme al fratellastro, Luigi, quando nell'858, venne catturato dai Vichinghi[8]. Fu anche Cancelliere di Carlo il Calvo e vescovo di Parigi (nei necrologi dell'abbazia di Saint-Denis viene citato come vescovo[1]).

### Fonti primarie
- (LA)  http://www.dmgh.de/de/fs1/object/display/bsb00000868_00232.html?sortIndex=010%3A050%3A0001%3A010%3A00%3A00 Archiviato il 28 settembre 2013 in Internet Archive..
- (LA)  Monumenta Germaniae Historica, tomus II.
- (LA)  Annales Bertiniani.
- (LA)  Flodoardo, Remensis canonicus, Historiae Remensis.
- (LA)  Pontificum Cenomannis in urbe degentium (Le Mans).

### Letteratura storiografica
- Gerhard Seeliger, "Conquiste e incoronazione a imperatore di Carlomagno", cap. XII, vol. II (L'espansione islamica e la nascita dell'Europa feudale) della Storia del Mondo Medievale, pp. 358–396.
- René Poupardin, Ludovico il Pio, cap. XVIII, vol. II (L'espansione islamica e la nascita dell'Europa feudale) della Storia del Mondo Medievale, pp. 558–582.